# Aşağıçulhalı, Akdağmadeni
Aşağıçulhalı là một xã thuộc huyện Akdağmadeni, tỉnh Yozgat, Thổ Nhĩ Kỳ. Dân số thời điểm năm 2010 là 278 người.